# Давня кам'яна доба в Західній Європі
Давня кам'яна доба (палеоліт) розділена на дві частини:
- ранній палеоліт - 2,000,000-35,000 років до н.е. -  з часів датування знахідки Homo habilis до часів зникнення неандертальців
- пізній палеоліт - 40,000-10,000 років до н.е. - з часу появи кроманьйонців до початку металургійної бронзової доби

## Культури архантропів
Архантропи: пітекантроп, синантроп, гейдельберзька людина  і інші.
- Галек культура
- Шельська культура
- Ашельська культура

## Культури неандертальців
Неандертальці (палеоантропи) - давнє населення Європи, Західної Азії і Північної Африки. Були невеликого зросту і мали міцне тіло. Можливо брали участь в етногенезі негроїдів в контакті з кроманьйонцями. Мали велику дитячу смертність. Зникли десь до 27,000 року до Христа.
- Муст'єрська культура - культура неандертальців.

В 40, 000 до РХ в Європу з Передньої Азії (точніше Сирія) через Малу Азію мігрували кроманьйонці. Вони зупинилися на Дунаї на Панонській низовині. Десь в 35,000-31,000 рр. з'явилися в Західній Європі.
- Шательперон - перехідна культура; носії - неандертальці і кроманьйонці.

## Культури сучасної людини (кроманьйонці)
- Оріньякська культура - культура новоприбулого народу амудійської культури з Передньої Азії. Прихід цього народу в Центральну Європу - 40,000 років до Христа. Приблизно в 35,000 році до РХ оріньякці перейшли на територію Німеччини і пройшли в Францію, Англію, Бельгію, північну Іспанію.
- Граветська культура - розглядається, як змішування залишків давньої мустьєрської культури (можливо і залишки народу мустьє) з новою культурою оріньякців, і можливо носіїв гравета з Донсько-діснянського басейну. Гравет розділяют на західний і східний ( у Східній Європі).
- Мадленська культура - розглядається як нова хвиля приходьків з Передньої Азії (є версія - з Магриба), яка з'явилась в Європі приблизно в 20,000 році до Христа. Примитивна індустрія культури, що прийшла на зміну граветській, оріньякській і солютрейській пояснююється дослідниками, як завоювання.